# Lilia Schwarcz
Lilia Katri Moritz Schwarcz OMC • ORB (São Paulo, 27 de dezembro de 1957) é uma historiadora e antropóloga brasileira. É doutora em antropologia social pela Universidade de São Paulo (USP) e, atualmente, professora sênior do departamento de antropologia da Faculdade de Filosofia, Letras e Ciências Humanas (FFLCH/USP). Global Scholar e Professora visitante em Princeton, (desde 2011) e Affiliated Scholar Brazil Lab. na Universidade de Princeton (EUA). Em 2024, foi eleita para compor a cadeira número 9 da Academia Brasileira de Letras (ABL) e, em 14 de junho, assumiu a cadeira que foi do diplomata Alberto da Costa e Silva.

## Vida
Nascida Lilia Katri Mortitz, em São Paulo, filha de pai e mãe judeus.
Possui graduação em História pela Universidade de São Paulo (USP), mestrado em Antropologia Social pela Universidade Estadual de Campinas (UNICAMP) e doutorado também em Antropologia Social pela USP.
Também é fundadora da editora Companhia das Letras com Luiz Schwarcz, com quem é casada.

## Livros
É autora de importantes obras como Raça e diversidade e As Barbas do Imperador sobre a vida de Dom Pedro II, vencedor do Prêmio Jabuti de 1999 de Livro do Ano na categoria não-ficção.
No livro "A Longa Viagem da Biblioteca dos Reis" começa no relato do terremoto de Lisboa em 1755 e vai até a Independência do Brasil. Teve o objetivo de recuperar o acervo da Real Biblioteca – hoje pertencente à Biblioteca Nacional. Teve a colaboração em alguns capítulos de Paulo Cesar de Azevedo e Angela Marques da Costa.
Em 2015 publicou, com Heloisa M. Starling, o livro Brasil: Uma Biografia. Aliando texto acessível e agradável, vasta documentação original e rica iconografia, Lilia Moritz Schwarcz e Heloisa Starling propõem uma nova (e pouco convencional) história do Brasil. Nessa travessia de mais de quinhentos anos, se debruçam não somente sobre a "grande história" mas também sobre o cotidiano, a expressão artística e a cultura, as minorias, os ciclos econômicos e os conflitos sociais (muitas vezes subvertendo as datas e os eventos consagrados pela tradição). No fundo da cena, mantêm ainda diálogo constante com aqueles autores que, antes delas, se lançaram na difícil empreitada de tentar interpretar ou, pelo menos, entender o Brasil.
Em 2019, publicou um livro que trata do autoritarismo no Brasil, o qual está impregnado na sociedade. O livro se chama Sobre o Autoritarismo Brasileiro: uma breve história de cinco séculos e foi publicado pela Companha das Letras. A publicação do livro sugere que "os cenários recentes [p. ex, o governo de Jair Bolsonaro] são a última encarnação de um autoritarismo, patrimonialismo, corrupção, desigualdade, violência e racismo multi-seculares e essencialmente configurados desde o século 16".
| “                 | O livro é sobre Jair Bolsonaro, mas também não é, porque parto de duas grande hipóteses, a primeira é que o Brasil e os brasileiros sempre foram autoritários e a segunda é o que nosso presente está totalmente lotado de passado. | ” |
| — Lilia Schwarcz, | |   |

Foi organizadora da coleção “História da vida privada”- Vol-04: Contrastes da intimidade contemporânea. A Coleção História da vida privada no Brasil, em quatro volumes, tem por objetivo descrever e analisar os costumes, hábitos e modos de ser dos brasileiros ao longo de quase cinco séculos, dos primórdios da colonização portuguesa aos dias de hoje.

## Curadorias
- Museu de Arte de São Paulo Assis Chateaubrian: curadora adjunta de histórias do MASP.
- Museu de Arte do Rio: Exposição Brasil Futuro: As Formas da Democracia.[14]
- Conselho Consultivo do Patrimônio Cultural (Iphan)
- Conselho de Desenvolvimento Econômico Social Sustentável da República.

## Televisão
Em 2017 apresentou, com o ator Dan Stulbach, a minissérie Era uma Vez uma História, da Rede Bandeirantes. O programa apresenta em 4 capítulos eventos históricos desde a transferência da corte portuguesa até a Proclamação da República no Brasil.

## Prêmios
- 1999 - Livro do ano não ficção, Prêmio Jabuti (CBL), pela obra As Barbas do Imperador.[16]
- 1999 - 2º lugar na categoria Ensaio e Biografia, Prêmio Jabuti (CBL), pela obra As Barbas do Imperador.[16]
- 2009 - 1º lugar na categoria Biografia, Prêmio Jabuti (CBL), pela obra O Sol do Brasil.[17]
- 2010 - 3º lugar na categoria Ciências Humanas, Prêmio Jabuti (CBL), pela obra Um enigma chamado Brasil.[18]
- 2014 - Prêmio ABL de História e Ciências Sociais (ABL), pela obra Batalha do Avaí.[19]
- 2016 - 1º lugar na categoria Arquitetura, Urbanismo, Artes e Fotografia, Prêmio Jabuti (CBL), pela obra Histórias Mestiças: Catálogo.[20]

### Condecorações
| Insígnia | País   | Honra                                              | Data                   |
| -------- | ------ | -------------------------------------------------- | ---------------------- |
|          | Brasil | Comendadora da Ordem Nacional do Mérito Científico | 8 de março de 2010     |
|          | Brasil | Oficial da Ordem de Rio Branco                     | 21 de novembro de 2023 |

## Obras
- Retrato em Branco e Negro: Jornais, Escravos e Cidadãos em São Paulo no Fim do Século XIX. Companhia das Letras, 1987. ISBN 8585095180
- O Espetáculo das Raças. Cientistas, Instituições e Pensamento Racial no Brasil: 1870-1930. Companhia das Letras, 1993. ISBN 8571643296
- As Barbas do Imperador: D. Pedro II, um Monarca nos Trópicos. Companhia das Letras, 1998. ISBN 8571648379 - Prêmio Jabuti - Livro do ano 1999[23]
- O Império em Procissão. Zahar, 2000. ISBN 9788537806531
- A Longa Viagem da Biblioteca dos Reis: Do Terremoto de Lisboa à Independência do Brasil. Companhia das Letras, 2002. ISBN 8535902880
- O Sol do Brasil: NICOLAS-ANTOINE TAUNAY e as Desventuras dos Artistas Franceses na Corte de D. João 1816-1821. Companhia das Letras, 2008. ISBN 9788535911855 - Prêmio Jabuti - Melhor Biografia 2009
- D. João Carioca: A Corte Portuguesa Chega ao Brasil 1808-1821. Companhia das Letras, 2008. ISBN 9788535911206
- Um Enigma Chamado Brasil (com André Botelho). Companhia das Letras, 2009. ISBN 8535915494 - Prêmio Jabuti - Ciências Sociais 2010[24]
- Agenda Brasileira (com André Botelho). Companhia das Letras, 2011. ISBN 9788535918748
- História do Brasil Nação Vol. 3: A Abertura para o Mundo 1889-1930 (Org. do volume e Diretora da Coleção). Objetiva, 2012. ISBN 9788539003860
- Nem Preto nem Branco, muito pelo Contrário. Claro Enigma (Companhia das Letras), 2012. ISBN 9788581660233
- Racismo no Brasil. Publifolha, 2012. ISBN 978-8574023175
- A Batalha do Avaí, a Beleza da Barbárie: A Guerra do Paraguai Pintada por Pedro Américo. Rio de Janeiro, Sextante. 2013. ISBN 9788575429969
- Brasil: Uma Biografia (com Heloisa Murgel Starling). Companhia das Letras. 2015. ISBN 9788535925661[11]
- Lima Barreto: Triste Visionário. Companhia das Letras, 2017. ISBN 9788535929133
- Sobre o Autoritarismo Brasileiro. Companhia das Letras, 2019. ISBN 978-8535932195
- Quando Acaba o Século XX. Companhia das Letras, 2020. ASIN B08D9T62H6
- A Bailarina da Morte: A Gripe Espanhola no Brasil. Companhia das Letras, 2020. ISBN 978-8535933918